# Gastrodia fontinalis
Gastrodia fontinalis är en orkidéart som beskrevs av Tsan Piao Lin. Gastrodia fontinalis ingår i släktet Gastrodia och familjen orkidéer. Inga underarter finns listade i Catalogue of Life.